# Donna (Vorname)
Donna ist ein weiblicher Vorname.

## Herkunft und Bedeutung
Donna ist ein englischer weiblicher Vorname, abgeleitet von dem italienischen donna mit der Bedeutung „Frau“, „Dame“. Alternativ kann Donna auch eine weibliche Form zu dem männlichen Vornamen Donald sein.

## Namensträgerinnen

### Vorname
- Donna Allen (* 20. Jh.), US-amerikanische Popsängerin
- Donna Ball (* 1951), US-amerikanische Romanschriftstellerin
- Donna Christian-Christensen (* 1945), US-amerikanische Politikerin
- Donna Creighton (* 1985), britische Skeletonpilotin
- Donna Woolfolk Cross (* 1947), US-amerikanische Schriftstellerin
- Donna Cruz (* 1977), philippinische Sängerin und Schauspielerin
- Donna D’Errico (* 1968), US-amerikanische Schauspielerin
- Donna Dixon (* 1957), US-amerikanische Schauspielerin
- Donna Dubinsky (* 1955), US-amerikanische Unternehmerin
- Donna Edwards (* 1958), US-amerikanische Politikerin
- Donna Faber (* 1971), US-amerikanische Tennisspielerin
- Donna Fargo (* 1945), US-amerikanische Country-Sängerin
- Donna Fraser (* 1972), britische Leichtathletin
- Donna Freitas (* 1972), US-amerikanische Theologin und Autorin
- Donna Gigliotti (* 1955), US-amerikanische Filmproduzentin
- Donna Godchaux (* 1945), US-amerikanische Sängerin
- Donna Haliday (* 1981), neuseeländische Badmintonspielerin
- Donna Haraway (* 1944), US-amerikanische Naturwissenschaftshistorikerin und Biologin
- Donna Hartley (1955–2013), britische Leichtathletin
- Donna Henry (* 1990), jamaikanische Fußballspielerin
- Donna Hightower (1926–2013), US-amerikanische Jazz- und Pop-Sängerin
- Donna Karan (* 1948), US-amerikanische Modedesignerin und Unternehmerin
- Donna Kellogg (* 1978), britische Badmintonspielerin
- Donna Kossy (* 1957), US-amerikanische Schriftstellerin und Herausgeberin
- Donna Langley (* 1968), britische Managerin, Vorstandsvorsitzende von Universal Pictures
- Donna Leon (* 1942), US-amerikanische Schriftstellerin
- Donna Lewis (* 1959), walisische Popsängerin
- Donna MacFarlane (* 1977), australische Hindernisläuferin
- Donna Morein (* 20. Jh.), US-amerikanische Mezzosopranistin
- Donna Murphy (* 1959), US-amerikanische Schauspielerin
- Donna Jo Napoli (* 1948), US-amerikanische Linguistin und Schriftstellerin
- Donna Nelson (* 1954), US-amerikanische Chemikerin
- Donna Orender (* 20. Jh.), US-amerikanische Basketballspielerin und -funktionärin
- Donna Phelan (* 1972), kanadische Triathletin
- Donna Reed (1921–1986), US-amerikanische Schauspielerin
- Donna Reid (* 1960), jamaikanische Reggaesängerin
- Donna Shalala (* 1941), US-amerikanische Politikerin
- Donna Summer (1948–2012), US-amerikanische Sängerin und Songschreiberin
- Donna Tartt (* 1963), US-amerikanische Schriftstellerin
- Donna Urquhart (* 1986), australische Squashspielerin
- Donna Vargas (* 1975), brasilianische Schauspielerin
- Donna de Varona (* 1947), US-amerikanische Schwimmerin
- Donna Vekić (* 1996), kroatische Tennisspielerin
- Donna Weinbrecht (* 1965), US-amerikanische Freestyle-Skierin
- Donna Williams (1963–2017), australische Schriftstellerin

### Künstlername
- Donna Summer (1948–2012), US-amerikanische Sängerin und Songschreiberin